# Кречмар, Вильфрид
Вильфрид Кречмар (нем. Wilfried Krätzschmar; род. 23 марта 1944, Дрезден) — немецкий композитор и музыкальный педагог.
Начал учиться игре на фортепиано в восьмилетнем возрасте. В 1968 г. окончил Дрезденскую высшую школу музыки, где изучал композицию у И. П. Тильмана, фортепиано у Вольфганга Плена и дирижирование у Клауса Цёфеля. В сезоне 1968—1969 гг. музыкальный руководитель Мейнингенского театра, затем вернулся в консерваторию, окончив аспирантуру по композиции под руководством Фрица Гайслера. С 1975 г. возглавлял центр поддержки молодых композиторов в Дрездене. В 1988 г. получил место экстраординарного профессора в Дрезденской высшей школе музыки, в 1992—2009 гг. ординарный профессор композиции. Одновременно в 1991—2003 гг. ректор. С 2003 г. президент Музыкального совета Саксонии. С 2005 г. действительный член Саксонской академии искусств, в 2011—2014 гг. её вице-президент, в 2014—2017 гг. президент.
Был удостоен в ГДР ряда премий, в том числе Премии имени Мартина Андерсена-Нексё (1980) от города Дрезден и Премии искусств ГДР (1986).
Автор четырёх симфоний (1979, 1980, 1982, 1985), трёх концертов для камерного оркестра, небольших ансамблевых сочинений.